# Essential Mixes (álbum de Avril Lavigne)
Essential Mixes é um álbum de remixes da cantora canadense Avril Lavigne, lançado pela Sony BMG e com data de estreia em 20 de setembro de 2010 na Europa. Esse disco conta com canções dos três álbuns de estúdio da cantora, como "Complicated" "Nobody's Home" e "Girlfriend". As músicas virão voltada para as pistas de dança. O disco chegou na parada oficial da Itália, na 74ª posição. No site Allmusic publicou em sua crítica que o álbum é mais um disco composto por canções acústicas do que de remixes e não é tão essencial como diz o seu título.

## Recepção da crítica
| Críticas profissionais | Críticas profissionais |
| Avaliações da crítica  | Avaliações da crítica  |
| Fonte                  | Avaliação              |
| ---------------------- | ---------------------- |
| Allmusic               | 4 de 5 estrelas.       |

O portal de música, Allmusic, deu 4 estrelas em uma escala que vai até 5, afirmando que dificilmente Avril poderá fazer canções de dança, o que torna, segundo o site, compilação Essential Mixes parecer um pouco supérfluo. E diz que isso poderia ter acontecido, por causa da dificuldade que ela teve com a RCA Records, para o lançamento de Goodbye Lullaby. A canção "Hot" é um genérico de um Eurodance, a versão remixada de "Girlfriend (Junkie XL Mix)" foi eficaz, e que soa uma batida electro dos anos 90, tentando chegar aos gêneros de Ibiza.
Já o single "Complicated" não foi muito modificado, em comparação com a melodia original, apenas um enfraquecimento das guitarras, e que parece muito com o estilo de R&B, e a versão "Girlfriend" de Dr. Luke nada muda, é exatamente igual. As outras seis faixas não são remixes como tal, mas apenas gravadas em performances acústicas de alguns maiores sucessos singles de Avril. "When You're Gone" e "Nobody's Home", prova que ela está longe de ser comparada as "marionetes pop" que alguns outros críticos a sugeriam. "He Wasn't" e "Sk8er Boi" é o que mostra mais o seu lado pop-punk. E encerra que esse álbum, não é nada essencial e a falta de remixes genuína significa que é muito intrigante porque ele ainda existe, de acordo com a publicação, em primeiro lugar.

## Faixas
| Essential Mixes |                                      |                                 |         |  |
| N.º             | Título                               | Compositor(es)                  | Duração |  |
| 1.              | "Complicated" (The Matrix Mix)       | Avril Lavigne/The Matrix        | 3:50    |  |
| 2.              | "Girlfriend" (Dr. Luke Mix)          | Avril Lavigne/Dr. Luke          | 4:00    |  |
| 3.              | "Hot" (Wolfdeck Remix)               | Avril Lavigne/Evan Taubenfeld   | 3:21    |  |
| 4.              | "Sk8er Boi" (Versão Acústica)        | Avril Lavigne/The Matrix        | 3:40    |  |
| 5.              | "My Happy Ending" (Versão Acústica)  | Avril Lavigne/Butch Walker      | 4:04    |  |
| 6.              | "Take Me Away" (Versão Acústica)     | Avril Lavigne/Evan Taubenfeld   | 2:57    |  |
| 7.              | "Nobody's Home" (Versão Acústica)    | Avril Lavigne/Ben Moody         | 3:00    |  |
| 8.              | "He Wasn't" (Versão Acústica)        | Avril Lavigne/Chantal Kreviazuk | 2:59    |  |
| 9.              | "When You're Gone" (Versão Acústica) | Avril Lavigne/Butch Walker      | 4:01    |  |
| 10.             | "Girlfriend" (Junkie XL Mix)         | Avril Lavigne/Dr. Luke          | 3:36    |  |

## Posição nas paradas
| País/Parada musical | Melhor posição |
| ------------------- | -------------- |
| Itália - FIMI       | 74             |